# Valina deidrogenasi (NADP+)
La valina deidrogenasi (NADP+) è un enzima appartenente alla classe delle ossidoreduttasi, che catalizza la seguente reazione:
L-valina + H2O + NADP+ ⇄ 3-metil-2-ossobutanoato + NH3 + NADPH + H+